# Enneapogon scaber
Enneapogon scaber là một loài thực vật có hoa trong họ Hòa thảo. Loài này được Lehm. mô tả khoa học đầu tiên năm 1831.